# Houdini (шахова програма)
Houdini (Гудіні) — комп'ютерна шахова програма для Windows, розроблена Робертом Гудартом (Бельгія).
З грудня 2010 року програма почала посідати перші місця в ряді рейтинг-листів, обігнавши попереднього лідера — програму Rybka. У лютому 2011 року Houdini 1.5a виграла матч із сорока партій у програми Rybka з рахунком 23 ½ — 16 ½. Таким чином, Гудіні стала найсильнішою шаховою програмою світу на початок 2011 року. Остання версія програми 1.5а безкоштовна для некомерційного використання.

## Порівняння з Rybka
Гудіні має слабший, в порівнянні з Rybka, алгоритм оцінки позиції. У цьому можна переконатися, поставивши грати дві програми одну проти одної, наприклад в Арені, з обмеженням глибини перебору ходів. Однак, швидкість перебору варіантів у Гудіні приблизно в 20 разів вища, ніж у Rybka. За рахунок цього досягається глибший розрахунок і, відповідно, сила гри.